# Гиббсовская лекция
Гиббсовская лекция (англ. Josiah Willard Gibbs Lectureship) — математическая премия, вручаемая Американским математическим обществом с 1923 года, учреждена в память Джозайи Уилларда Гиббса. Присуждается ежегодно за значительные работы в области прикладной математики. Премия предназначена не только для математиков, но и для физиков, химиков, биологов, медиков и учёных других специальностей. Цель премии заключается в признании за выдающиеся достижения в применении математики и «для того, чтобы общественность и научное сообщество осознало тот вклад, который делает математика для современного мышления и современной цивилизации».
Лауреат проводит лекцию, которая затем публикуется в Бюллетене Американского математического общества.

## Лауреаты премии
- 1923 Пупин, Михаил
- 1924 Хендерсон, Роберт[англ.]
- 1925 James P. Pierpont[англ.]
- 1926 Horatio Burt Williams[нем.]
- 1927 Браун, Эрнест Уильям
- 1928 Харди, Годфри Харолд
- 1929 Фишер, Ирвинг
- 1930 Edgar Bright Wilson[англ.]
- 1931  Бриджмен, Перси Уильямс
- 1932 Толмен, Ричард Чейз
- 1934  Эйнштейн, Альберт
- 1935 Буш, Вэнивар
- 1936 Расселл, Генри Норрис
- 1937 Charles August Kraus[англ.]
- 1939 Карман, Теодор фон
- 1941 Райт, Сьюэл
- 1943 Бейтмен, Гарри
- 1944 Нейман, Джон фон
- 1945 Слейтер, Джон Кларк
- 1946  Субраманьян Чандрасекар
- 1947 Филип Морс
- 1948 Вейль, Герман
- 1949 Винер, Норберт
- 1950 Уленбек, Джордж Юджин
- 1951 Гёдель, Курт
- 1952 Морс, Марстон
- 1953  Леонтьев, Василий Васильевич
- 1954 Фридрихс, Курт Отто
- 1955 Майер, Джозеф Эдвард
- 1956 Маршалл Харви Стоун
- 1958 Мёллер, Герман Джозеф
- 1959 Бюргерс, Иоханнес Мартинус
- 1960  Швингер, Джулиан
- 1961 Стокер, Джеймс
- 1962  Янг Чжэньнин
- 1963 Шеннон, Клод
- 1964  Онсагер, Ларс
- 1965 Лемер, Деррик Генри
- 1966 Шварцшильд, Мартин
- 1967 Марк Кац
- 1968  Вигнер, Юджин
- 1969 Уайлдер, Раймонд
- 1970 Манк, Уолтер Хейнрих
- 1971 Хопф, Эберхард
- 1972 Дайсон, Фримен
- 1973 Мозер, Юрген Курт
- 1974  Самуэльсон, Пол Энтони
- 1975 Fritz John[англ.]
- 1976 Arthur Wightman[англ.]
- 1977 Келлер, Джозеф
- 1978 Кнут, Дональд Эрвин
- 1979 Крускал, Мартин
- 1980  Вильсон, Кеннет
- 1981 Моравец, Кэтлин
- 1982 Elliott Montroll[англ.]
- 1983 Карлин, Самуэль
- 1984  Саймон, Герберт
- 1985 Рабин, Михаэль Ошер
- 1986 Laurence Edward Scriven[англ.]
- 1987 Thomas Spencer[англ.]
- 1988 Рюэль, Давид
- 1989 Либ, Эллиот
- 1990 Данциг, Джордж
- 1991 Атья, Майкл Фрэнсис
- 1992 Фишер, Майкл
- 1993 Charles S. Peskin[англ.]
- 1994 Роберт Мэй
- 1995 Эндрю Мажда
- 1996  Вайнберг, Стивен
- 1997 Диаконис, Перси
- 1998 Виттен, Эдвард
- 1999 Nancy Kopell[англ.]
- 2000 Пенроуз, Роджер
- 2001 Грэм, Рональд
- 2002 Берри, Майкл
- 2003 Мамфорд, Дэвид
- 2004 Лэндер, Эрик
- 2005 Добеши, Ингрид
- 2006 Michael Savageau[нем.]
- 2007 Лакс, Питер
- 2008 Вигдерсон, Ави
- 2009 Percy Deift[англ.]
- 2010 Шор, Питер
- 2011 Джордж Папаниколау
- 2012 Эфрон, Брэдли
- 2013 Виллани, Седрик
- 2014 Andrew Blake
- 2015 Грэм, Рональд
- 2016 Спилмен, Дэниел[2]
- 2017 Прескилл, Джон[3]
- 2018 Дворк, Синтия
- 2019 Алан Перельсон
- 2020 Nancy Reid[англ.]
- 2021 Lenka Zdeborová[англ.]
- 2022 Eitan Tadmor[англ.]
- 2023 Richard Baraniuk[англ.]
- 2024 Suzanne Lenhart[англ.]
- 2025 Ян Лекун